# ویولت هیل (آرکانزاس)
ویولت هیل (به انگلیسی: Violet Hill) یک منطقهٔ مسکونی در ایالات متحده آمریکا است که در شهرستان ایزارد، آرکانزاس واقع شده‌است. ویولت هیل ۲۲۷٫۹۹ متر بالاتر از سطح دریا واقع شده‌است.